# 연료

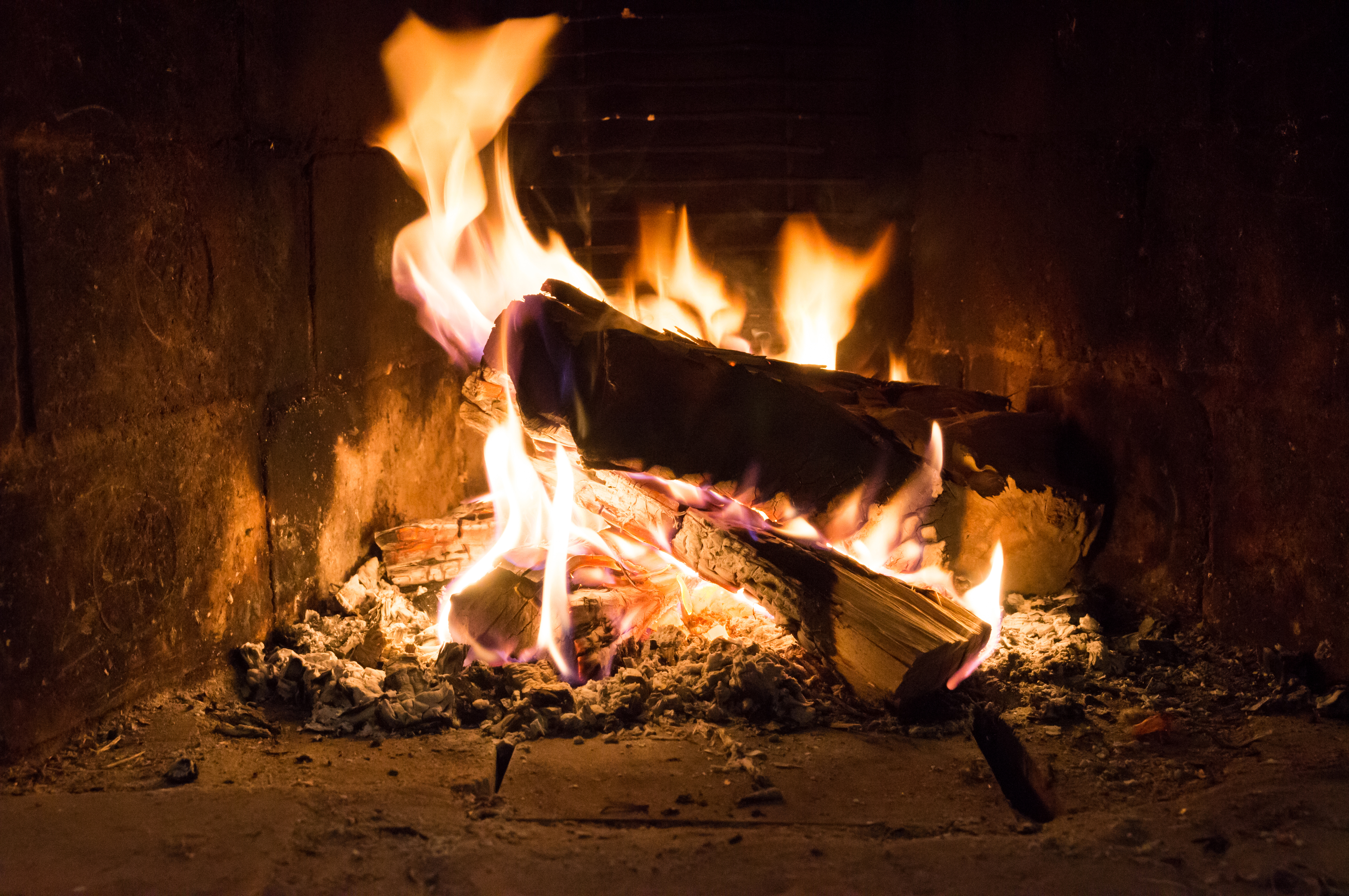

연료(燃料, 영어: fuel)는 보통 태워서 에너지를 만들어내는 물질을 말한다. 휘발유, 등유, 경유, 연탄 등이 있다.
연료는 다른 물질과 반응하여 에너지를 열에너지로 방출하거나 작업에 사용할 수 있는 모든 물질이다. 이 개념은 원래 화학 에너지를 방출할 수 있는 물질에만 적용되었지만 이후 핵에너지(핵분열 및 핵융합을 통해)와 같은 다른 열에너지원에도 적용되었다.
연료의 반응에 의해 방출되는 열에너지는 열기관을 통해 기계적 에너지로 변환될 수 있다. 때로는 열 자체가 따뜻함, 요리 또는 산업 공정뿐만 아니라 연소에 수반되는 조명의 가치로 여겨지기도 한다. 연료는 또한 유기 분자가 산화되어 사용 가능한 에너지를 방출하는 세포 호흡으로 알려진 과정에서 유기체의 세포에 사용된다. 탄화수소 및 관련 유기 분자는 인간이 사용하는 가장 일반적인 연료원이지만 방사성 금속을 포함한 다른 물질도 활용된다.
연료는 전기 에너지(예: 배터리 및 축전기) 또는 기계적 에너지(예: 플라이휠, 스프링, 압축 공기 또는 저장소의 물)를 직접 방출하는 것과 같이 위치 에너지를 저장하는 다른 물질 또는 장치와 대조된다.

## 역사
최초로 알려진 연료 사용은 거의 200만 년 전 호모 에렉투스가 장작을 연소한 것으로 추정된다. 인류 역사의 대부분을 통틀어 인간은 식물이나 동물성 지방에서 추출한 연료만 사용했다. 목재 파생물인 숯은 적어도 기원전 6,000년부터 금속을 녹이는 데 사용되었다. 18세기경 유럽의 숲이 고갈되기 시작하면서 석탄에서 추출한 코크스로만 대체되었다. 이제 숯불 연탄은 바비큐 요리의 연료로 흔히 사용된다.
원유는 페르시아 화학자들에 의해 증류되었으며, 무함마드 이븐 자카리야 라지(Muhammad ibn Zakarīya Rāzi)와 같은 아랍어 안내서에 명확한 설명이 나와 있다. 비밀의 책(Kitab al-Asrar)에서 원유/석유를 등유 및 기타 탄화수소 화합물로 증류하는 과정을 설명했다. 같은 시기에 암석을 가열하여 오일을 추출하고 이를 증류하여 오일 셰일과 역청으로부터 등유를 생산하기도 했다. 라지는 또한 "naffatah"라고 부르며 조잡한 광유를 사용하는 등유 램프에 대한 첫 번째 설명을 제공했다.
바그다드의 거리는 그 지역의 자연 지대에서 접근할 수 있게 된 석유에서 추출한 타르로 포장되었다. 9세기에는 현재의 아제르바이잔 바쿠 주변 지역에서 유전이 개발되었다.
연소를 통해 방출될 수 있는 화학에너지 형태의 에너지이지만, 1769년 영국에서 증기기관의 개념 개발로 석탄이 동력원으로 더욱 보편화되었다. 석탄은 나중에 배와 기관차를 운전하는 데 사용되었다. 19세기에는 석탄에서 추출한 가스가 런던의 가로등에 사용되었다. 20세기와 21세기에 석탄의 주요 용도는 전기를 생산하는 것이며, 2005년에는 세계 전력 공급의 40%를 공급했다.
화석연료는 수력과 같은 전통적인 에너지원보다 더 집중적이고 유연하기 때문에 산업혁명 중에 빠르게 채택되었다. 세계 대부분의 국가가 전력 생산을 위해 화석 연료를 태우는 등 현대 사회의 중추적인 부분이 되었지만, 지구 온난화와 그에 따른 영향으로 인해 인기를 잃고 있다.
현재 추세는 알코올과 같은 바이오 연료와 같은 재생 가능한 연료로 향하고 있다.

## 화학 연료
화학 연료는 주변 물질과 반응하여, 특히 연소 과정을 통해 에너지를 방출하는 물질이다.
화학연료는 두 가지 방식으로 나뉜다. 첫째, 고체, 액체 또는 기체로서의 물리적 특성에 따라 결정된다. 둘째, 발생에 따라 1차(천연 연료) 및 2차(인공 연료)가 발생한다. 따라서 화학 연료의 일반적인 분류는 다음과 같다.
- 고체 연료
- 액체 연료
- 연료 가스
- 바이오 연료
- 화석 연료

## 핵
핵연료는 원자력 에너지를 얻기 위해 소비되는 모든 물질이다. 이론적으로는 다양한 물질이 적절한 조건에서 핵에너지를 방출하도록 만들어질 수 있기 때문에 핵연료가 될 수 있다. 그러나 일반적으로 핵연료라고 불리는 물질은 극심한 압박을 받지 않고 에너지를 생산하는 물질이다. 핵연료는 핵분열(핵을 쪼개는 것)이나 핵융합(핵을 함께 결합하는 것)에 의해 "연소"되어 원자력 에너지를 얻을 수 있다. "핵연료"는 연료 자체를 의미할 수도 있고, 구조적, 중성자 감속재 또는 중성자 반사 물질과 혼합된 연료 물질로 구성된 물리적 물체(예: 연료봉으로 구성된 다발)를 의미할 수도 있다.
핵연료는 모든 실제 연료원 중 에너지 밀도가 가장 높다.

## 로켓의 연료
모든 로켓의 추진제(propellant)는 연료(fuel)와 산화제(oxidizer)로 구성되어 있다. 제트엔진은 연료만 탑재하며, 산화제는 공기 흡입구를 통해 외부의 산소를 흡입하여 사용한다. 그러나, 로켓엔진은 공기 흡입구가 없으며, 내부에 산소통을 탑재하고 있다. 그래서 모든 로켓 추진제는 연료와 산화제 둘이 사용된다.

## 같이 보기
- 대체 연료
- 암모니아
- 극저온 연료
- 연료전지
- 연료유
- 주유소
- 수소경제
- 접촉점화성 추진제
- 저탄소 경제
- 추진제